# Carlos Cuesta García
Carlos Cuesta García (Palma de Mallorca, 29 de julio de 1995) es un entrenador de fútbol español. Actualmente dirige al Parma de la Serie A de Italia.

## Trayectoria

### Inicios
Formó parte de la academia Club Santa Catalina Atlético hasta los 18 años, para luego empezar su carrera de entrenador. Comenzó su carrera como entrenador en la juveniles del Atlético de Madrid. En 2018, fue nombrado subdirector de las juveniles de la Juventus F. C. en Italia.
El 28 de agosto de 2020, fue nombrado asistente técnico de Mikel Arteta en el Arsenal F. C. de la Premier League. Durante su etapa en Inglaterra, trabajó junto a los entrenadores asistentes Albert Stuivenberg y Miguel Molina, el entrenador de jugadas a balón parado Nicolas Jover y el entrenador de porteros Iñaki Caña.

### Parma
El 19 de junio de 2025, fue oficializado como entrenador del Parma de la Serie A, por dos años.

## Clubes

### Como entrenador
| Equipo         | Div.  | Temporada | Liga | Liga | Liga | Liga | Liga |    | Copa | Copa | Copa | Copa |   | Internacional | Internacional | Internacional | Internacional | Internacional |   | Otros | Otros | Otros | Otros |   | Totales     | Totales | Totales | Totales | Totales | Totales | Totales | Totales |
| Equipo         | Div.  | Temporada | PD   | G    | E    | P    | Pos. | PD | G    | E    | P    | PD   | G | E             | P             | Pos.          | PD            | G             | E | P     | PD    | G     | E     | P | Rendimiento | GF      | GC      | Dif.    |         |         |         |         |
| -------------- | ----- | --------- | ---- | ---- | ---- | ---- | ---- | -- | ---- | ---- | ---- | ---- | - | ------------- | ------------- | ------------- | ------------- | ------------- | - | ----- | ----- | ----- | ----- | - | ----------- | ------- | ------- | ------- | ------- | ------- | ------- | ------- |
| Parma · Italia | 1.ª   | 2025-26   | 0    | 0    | 0    | 0    | -    | 1  | 1    | 0    | 0    | -    | - | -             | -             | -             | -             | -             | - | -     | 1     | 1     | 0     | 0 | 100%        | 2       | 0       | +2      |         |         |         |         |
| Parma · Italia | Total | Total     | 0    | 0    | 0    | 0    | -    | 1  | 1    | 0    | 0    | -    | - | -             | -             | -             | -             | -             | - | -     | 1     | 1     | 0     | 0 | 100%        | 2       | 0       | +2      |         |         |         |         |
| 1.             |       |           |      |      |      |      |      |    |      |      |      |      |   |               |               |               |               |               |   |       |       |       |       |   |             |         |         |         |         |         |         |         |

#### Resumen por competiciones
| Competición | Partidos | Ganados | Empatados | Perdidos | %    | Resultado   |
| ----------- | -------- | ------- | --------- | -------- | ---- | ----------- |
| Serie A     | 0        | 0       | 0         | 0        | 0%   | En disputa  |
| Copa Italia | 1        | 1       | 0         | 0        | 100% | En disputa  |
| TOTAL       | 1        | 1       | 0         | 0        | 100% | Sin Títulos |